# Правило kʷetwóres
Правило kʷetwóres — праиндоевропейский фонетический процесс, при котором ударение в трёхсложных словах вида é-o-X перемещалось на второй слог, что давало e-ó-X. Название — по результату этого процесса в слове kʷetwóres «четыре». Перемещению ударения предшествовал переход e> o в заударном слоге, например kʷétweres > kʷétwores.
Примеры:
- kʷétwores>kʷetwóres
- винительный падеж в единственном числе:
  - из r-основ: swés-or-m̥ > swes-ór-m̥ «сестру»
  - из r/n-гетероклитик: ǵʰés-or-m̥ > ǵʰes-ór-m̥ «руку»
  - из s-основ: h2éws-os-m̥ > h2ews-ós-m̥ «богиню зари»

Правило kʷetwóres было замечено ещё ранними исследователями, но привлекло широкое внимание гораздо позже — вероятно, начиная с 1985 года, когда на него сослался Гельмут Рикс (нем. Helmut Rix). Он также привлекал это правило для объяснения ударности ó-ступени в корне индоевропейского перфекта (предисловие к публикации 1998 года Lexikon der indogermanischen Verben, стр. 22), например, ǵé-ǵenh- / ǵé-ǵn̥h- > ǵe-ǵónh- / ǵé-ǵn̥h- ..
Моттауш (нем. Mottausch) таким же образом объясняет ударность ó-ступени в аблауте праиндоевропейских имен.